# 王名登
王名登（1569年—1617年），字良士，别號雲臺，直隸應天府溧水縣民籍。

## 生平
万历二十五年（1597年）丁酉科举人，三十五年（1607年）丁未科进士，授大名府元城县知县，居官有操守。历迁唐县知县、刑部主事、员外郎、保定府知府，卒于官。子王若屏，老而贫，能以诗文继其父。

## 家族
曾祖王安。祖父王璽。父王崇。母劉氏。永感下。兄王名顯。